# Carpathonesticus simoni
Carpathonesticus simoni es una especie de araña araneomorfa del género Carpathonesticus, familia Nesticidae. Fue descrita científicamente por Fage en 1931.
Se distribuye por Rumania. El prosoma del macho mide aproximadamente 2,1 milímetros de longitud y el de la hembra 2,4 milímetros.